# 薛瓒
薛瓚（?—?），西晉太原人。
早年追随姚弋仲，永和八年（352年）擔任姚襄的參軍。升平元年（357年）五月，姚襄兵敗，為前秦苻黃眉俘殺，薛瓚隨姚萇投靠前秦，爲中書侍郎。杈翼和薛瓒同劝苻坚杀苻生。苻坚执政後即以王猛为中书侍郎，与薛瓒、权翼同掌机密。餘事不詳。
一說薛瓚即《漢書》的注解家臣瓒，北魏郦道元在《水经注》十六卷“穀水注”中明确指出薛瓒《汉书注》。孟森著《臣瓒考》認為臣瓒为即薛瓒。1959年胡适著有《注〈汉书〉的薛瓒》，結論與孟森同。